# Palazzo di Leh
Il Palazzo di Leh è un ex palazzo reale della città indiana di Leh nel Ladakh himalayano. Costruito sul modello del palazzo Potala di Lhasa, in Tibet. Il palazzo fu costruito dal re Sengge Namgyal nel XVII secolo.
Il palazzo fu abbandonato quando le forze Dogra presero il controllo del Ladakh nel XIX secolo e la famiglia reale si trasferì nel Palazzo di Stok.
Il palazzo in rovina fu restaurato da una spedizione archeologica indiana e oggi è aperto al pubblico. Si può salire sul tetto per godere della vista panoramica di Leh e dintorni.
Il palazzo contiene una ricca collezione di gioielli, ornamenti, abiti cerimoniali e corone.
Thangka cinesi e dipinti di più di 450 anni, con intricati disegni, conservano colori vivaci e piacevoli derivanti da gemme e pietre frantumate e in polvere.
Dal 2014 è visibile sul servizio Google Street View.